# Zungária

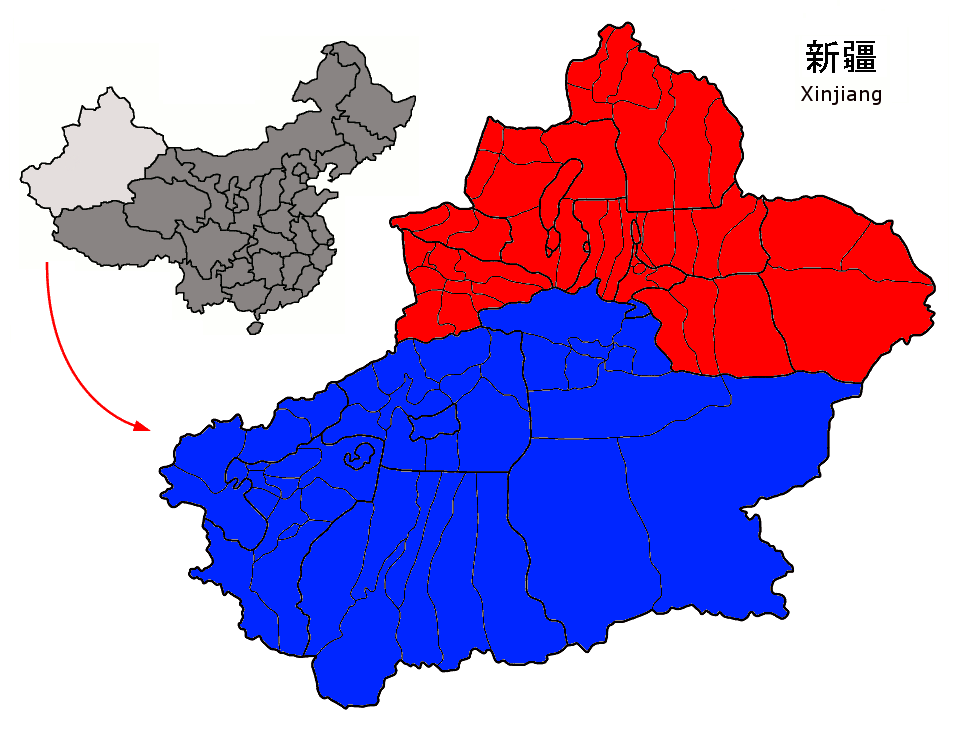
Divisão simplificada de Sinquião, ao norte Zungária (em vermelho) e ao sul a Bacia do Tarim (em azul)

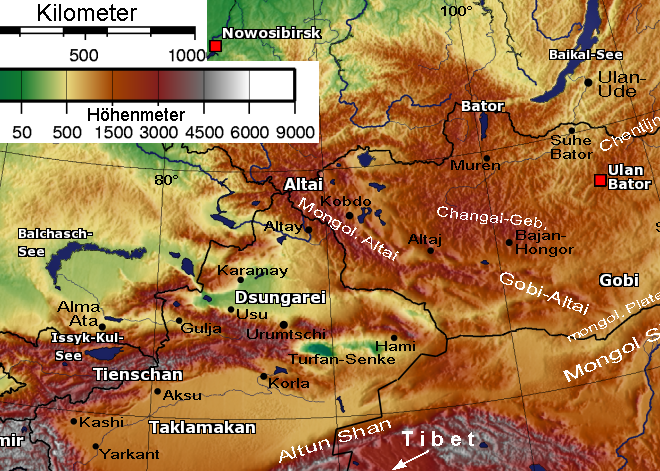
Mapa do relevo da região que mostra a "Zungária" entre "Altai" e "Tienschan" e o "Balcache" a oeste

Zungária ou Beijiangue (em chinês: 北疆; romaniz.: Běijiāng (pinyin)) é uma bacia hidrográfica no norte de Sinquião, noroeste da China.

## História
A bacia está localizada ao sul da Cordilheira de Altai e ao norte da Cordilheira Tian Shan (mais precisamente ao norte das Montanhas Borohoro e Eren Habirga). Ao leste, a bacia é delimitada pelas Montanhas Baytag Bogd (Baytik) e Bogda, o limite ocidental da bacia é definida pelas Montanhas Alatau e Tarbagatai (Ta'erbahatai), que separam essa bacia da depressão do Lago Balcache no Cazaquistão.
A principal passagem a oeste é pelo Portão Zungariano, o que liga o Lago Alakol ao Lago Balcache no Cazaquistão, e foi uma das variantes terrestres da Rota da Seda. No extremo norte o rio Irtixe conduz água para o Lago Zaysan através da fronteira com Cazaquistão.
Parte da região é uma bacia endorreica, com os rios que provém das Montanhas Altai que chegam ao Lago Jili e escoam para os Lagos Manasi e AiBi (Ebinur) em uma depressão ao sudeste do Portão Zungariano.
A área é muito seca e recebe apenas cerca 150-300 mm de precipitação por ano, além disso experimenta grandes extremos de temperatura. As montanhas em redor, no entanto, recebem precipitação muito maior, e muitas das faixas do norte e nas Montanhas Altai são cobertas por florestas. A parte centro-leste da bacia é um deserto (Gobi Zungariano que não é totalmente estéril. Em torno dele há estepes e semiestepes irrigadas por rios temporários que muitas vezes acabam em pântanos salinos.
Maior parte da população é da etnia uigur, além disso há pessoas de etnias turcas e mongóis. Existem pessoas da etnia han que trabalham em indústrias ou nos oásis do sul e em fazendas estatais.